# Gare de Labouheyre
La gare de Labouheyre est une gare ferroviaire française située sur la commune de Labouheyre (département des Landes), sur la Ligne Bordeaux - Irun.

## La gare
La gare est desservie par les trains TER Nouvelle-Aquitaine.

## Histoire
En 2022, selon les estimations de la SNCF, la fréquentation annuelle de la gare était de 100 803 voyageurs contre 73 331 voyageurs en 2019 et 61 925 en 2018.